# Pama Records
Pama Records fue un sello discográfico del Reino Unido activo durante los años 1960 y 1970. Inicialmente centrado en el soul, se convirtió en uno de los principales puntos de venta de Reggae en el Reino Unido.

## Historia
La etiqueta fue creada por los hermanos Palmer; Harry, Jeff y Carl. Inicialmente era una etiqueta soul, pero más tarde se concentra en la música jamaicana, y el lanzamiento de canciones de rocksteady de 1967. Gran parte de la producción de la etiqueta fue licencia de los productores de Jamaica, como Clancy Eccles, Alton Ellis, Bunny Lee y Lee "Scratch" Perry, aunque también lanzaron la música de talentos locales, como Junior English y Delroy Washington. Derrick Morgan se convirtió en una de las mayores estrellas de Pama, entrando en la lista de éxitos del Reino Unido con "Moon Hop". El mayor éxito de Pama vino con "Wet Dream" de Max Romeo, que alcanzó el #10 en la lista de singles del Reino Unido (a pesar de la falta de cobertura radiofónica, en parte debido a su lírica subida de tono), y vendió más de 250.000 copias.
La rivalidad entre Pama y su principal competidor del reggae del Reino Unido, Trojan Records, estaba clara, con el Tighten Up, serie de compilaciones de Trojan Records, y la serie de título similar Straighten Up de Pama estaban cabeza a cabeza. La rivalidad fue impulsada por la concesión de licencias antes de Bunny Lee, "Seven Letters" de Derrick Morgan, a ambos Pama y Trojan.
Pama introdujo una serie de sellos subsidiarios, a menudo asociados con los productores individuales, incluyendo Pama Supreme, Supreme, Crab, Bullet, Gas, Nu Beat/New Beat (Laurel Aitken), Success (Rupie Edwards), Camel, Escort, Unity (Bunny Lee) y Punch (Lee "Scratch" Perry).
Además de las muchas versiones de reggae, la etiqueta también lanzó algunos álbumes no-reggae, incluido el Butlins Red Coat Review, y un álbum conmemorativo de la investidura de El Príncipe de Gales.
La etiqueta Pama se prolongó hasta mediados de 1970, momento en el que Carl Palmer era la fuerza motriz, y se concentró en el establecimiento de una red de distribución en el Reino Unido para el reggae, después del rejuvenecimiento como Jet Star, uno de los distribuidores más importantes de la música reggae.